# IKCO Arisun
IKCO Arisun — пикап, выпускаемый с 2015 года иранским автопроизовдителем Iran Khodro. Производится только в однокабинном варианте.

## История
Модель представлена в июле 2012 года, запущена в производство в 2015 году, сменила в линейке пикап Bardo, выпускавшийся в 1967—2015 годах.
Базируется на шасси классического седана Paykan (выпускаемый с 1967 года), а дизайн передней части выполнен в стиле Peugeot 405, производимого по лицензии с 1992 года, и выпускаемых на его же основе компанией моделей Peugeot Pars и Samand, но не идентичен им.

Пикап Iran Khodro Arisun — самая необычная модель в гамме компании. Передняя часть кузова — от Peugeot 405, а заднеприводное шасси с продольным мотором и задней рессорной подвеской — от древнего иранского седана Paykan.— Авторевю
В 2015—2022 годах модель строилась на платформе Paykan, имела задний привод, двигатель — 8-клапанный 1,7-литровый битопливный мотор IKCO EF, при использовании бензина мощностью 86 л. с., а при газо-бензинной версии мощностью 78 л. с. Коробка передач — 5-ступенчатая «механика». Задняя подвеска рессорная. Максимальная грузоподъемность — 600 кг.
С 2022 года выпускается модернизированная версия — использована новая платформа, привод передний, двигатель сменён на 8-клапанный бензиновый двигатель Peugeot XU7 объемом 1,8 литра и мощностью 103 л. с.. Коробка передач та же — 5-ступенчатая механическая. Автомобиль получил ABS, EBD, две подушки безопасности и задние датчики парковки. Грузоподъемность увеличена — 750 килограмм.